# 王立サン・フェルナンド美術アカデミーの人物一覧
王立サン・フェルナンド美術アカデミーの人物一覧（おうりつサン・フェルナンドびじゅつアカデミーのじんぶついちらん）は、スペイン、マドリードの美術学校、アカデミー、王立サン・フェルナンド美術アカデミーに関連する人物の一覧である。美術学校で 教えたり、学んだりした人物を示す。

## 人物一覧
| 名前                                     | 生没年      | 出身の国   | 備考・出典              | 作品例 |
| ---------------------------------------- | ----------- | ---------- | ----------------------- | --- |
| ヤコポ・アミゴーニ                       | 1685-1752   | イタリア   | 1752-校長               | ルイス・メレンデス フランシスコ・デ・ゴヤ ゴンサレス・ベラスケス ホセ・デ・マドラーソ デ・ブルガダ フェデリコ・デ・マドラーソ ヒスベルト エドゥアルド・ロサレス アベンダーニョ ライムンド・デ・マドラーソ リカルド・デ・マドラーソ ダリオ・デ・レゴヨス フアン・ルナ ミゲル・ブレイ アウレリオ・アルテタ ブランシャール デ・レオン |
| コッラード・ジアキント                   | 1703-1766   | イタリア   | 1753-校長               | ルイス・メレンデス フランシスコ・デ・ゴヤ ゴンサレス・ベラスケス ホセ・デ・マドラーソ デ・ブルガダ フェデリコ・デ・マドラーソ ヒスベルト エドゥアルド・ロサレス アベンダーニョ ライムンド・デ・マドラーソ リカルド・デ・マドラーソ ダリオ・デ・レゴヨス フアン・ルナ ミゲル・ブレイ アウレリオ・アルテタ ブランシャール デ・レオン |
| ルイス・メレンデス                       | 1716-1780   | スペイン   | 1744-学生               | ルイス・メレンデス フランシスコ・デ・ゴヤ ゴンサレス・ベラスケス ホセ・デ・マドラーソ デ・ブルガダ フェデリコ・デ・マドラーソ ヒスベルト エドゥアルド・ロサレス アベンダーニョ ライムンド・デ・マドラーソ リカルド・デ・マドラーソ ダリオ・デ・レゴヨス フアン・ルナ ミゲル・ブレイ アウレリオ・アルテタ ブランシャール デ・レオン |
| アントニオ・ゴンサレス・ベラスケス       | 1723-1793   | スペイン   | 1765-校長               | ルイス・メレンデス フランシスコ・デ・ゴヤ ゴンサレス・ベラスケス ホセ・デ・マドラーソ デ・ブルガダ フェデリコ・デ・マドラーソ ヒスベルト エドゥアルド・ロサレス アベンダーニョ ライムンド・デ・マドラーソ リカルド・デ・マドラーソ ダリオ・デ・レゴヨス フアン・ルナ ミゲル・ブレイ アウレリオ・アルテタ ブランシャール デ・レオン |
| フランシスコ・バイユー                   | 1734-1795   | スペイン   |                         | ルイス・メレンデス フランシスコ・デ・ゴヤ ゴンサレス・ベラスケス ホセ・デ・マドラーソ デ・ブルガダ フェデリコ・デ・マドラーソ ヒスベルト エドゥアルド・ロサレス アベンダーニョ ライムンド・デ・マドラーソ リカルド・デ・マドラーソ ダリオ・デ・レゴヨス フアン・ルナ ミゲル・ブレイ アウレリオ・アルテタ ブランシャール デ・レオン |
| マリアーノ・サルバドール・マエラ         | 1739-1819   | スペイン   |                         | ルイス・メレンデス フランシスコ・デ・ゴヤ ゴンサレス・ベラスケス ホセ・デ・マドラーソ デ・ブルガダ フェデリコ・デ・マドラーソ ヒスベルト エドゥアルド・ロサレス アベンダーニョ ライムンド・デ・マドラーソ リカルド・デ・マドラーソ ダリオ・デ・レゴヨス フアン・ルナ ミゲル・ブレイ アウレリオ・アルテタ ブランシャール デ・レオン |
| グレゴリオ・フェロ                       | 1742-1812   | スペイン   | 1804-校長               | ルイス・メレンデス フランシスコ・デ・ゴヤ ゴンサレス・ベラスケス ホセ・デ・マドラーソ デ・ブルガダ フェデリコ・デ・マドラーソ ヒスベルト エドゥアルド・ロサレス アベンダーニョ ライムンド・デ・マドラーソ リカルド・デ・マドラーソ ダリオ・デ・レゴヨス フアン・ルナ ミゲル・ブレイ アウレリオ・アルテタ ブランシャール デ・レオン |
| フランシスコ・デ・ゴヤ                   | 1746-1826   | スペイン   | 1789?-校長              | ルイス・メレンデス フランシスコ・デ・ゴヤ ゴンサレス・ベラスケス ホセ・デ・マドラーソ デ・ブルガダ フェデリコ・デ・マドラーソ ヒスベルト エドゥアルド・ロサレス アベンダーニョ ライムンド・デ・マドラーソ リカルド・デ・マドラーソ ダリオ・デ・レゴヨス フアン・ルナ ミゲル・ブレイ アウレリオ・アルテタ ブランシャール デ・レオン |
| ラファエル・ヒメノ・プラネス             | 1759-1825   | スペイン   |                         | ルイス・メレンデス フランシスコ・デ・ゴヤ ゴンサレス・ベラスケス ホセ・デ・マドラーソ デ・ブルガダ フェデリコ・デ・マドラーソ ヒスベルト エドゥアルド・ロサレス アベンダーニョ ライムンド・デ・マドラーソ リカルド・デ・マドラーソ ダリオ・デ・レゴヨス フアン・ルナ ミゲル・ブレイ アウレリオ・アルテタ ブランシャール デ・レオン |
| コスメ・デ・アクニャ                     | c.1759-1814 | スペイン   |                         | ルイス・メレンデス フランシスコ・デ・ゴヤ ゴンサレス・ベラスケス ホセ・デ・マドラーソ デ・ブルガダ フェデリコ・デ・マドラーソ ヒスベルト エドゥアルド・ロサレス アベンダーニョ ライムンド・デ・マドラーソ リカルド・デ・マドラーソ ダリオ・デ・レゴヨス フアン・ルナ ミゲル・ブレイ アウレリオ・アルテタ ブランシャール デ・レオン |
| ザカリアス・ゴンサレス・ベラスケス       | 1763-1834   | スペイン   | 1828-校長               | ルイス・メレンデス フランシスコ・デ・ゴヤ ゴンサレス・ベラスケス ホセ・デ・マドラーソ デ・ブルガダ フェデリコ・デ・マドラーソ ヒスベルト エドゥアルド・ロサレス アベンダーニョ ライムンド・デ・マドラーソ リカルド・デ・マドラーソ ダリオ・デ・レゴヨス フアン・ルナ ミゲル・ブレイ アウレリオ・アルテタ ブランシャール デ・レオン |
| ヴィセンテ・ロペス・ポルターニャ         | 1772-1850   | スペイン   |                         | ルイス・メレンデス フランシスコ・デ・ゴヤ ゴンサレス・ベラスケス ホセ・デ・マドラーソ デ・ブルガダ フェデリコ・デ・マドラーソ ヒスベルト エドゥアルド・ロサレス アベンダーニョ ライムンド・デ・マドラーソ リカルド・デ・マドラーソ ダリオ・デ・レゴヨス フアン・ルナ ミゲル・ブレイ アウレリオ・アルテタ ブランシャール デ・レオン |
| フアン・アントニオ・リベーラ             | 1779-1860   | スペイン   |                         | ルイス・メレンデス フランシスコ・デ・ゴヤ ゴンサレス・ベラスケス ホセ・デ・マドラーソ デ・ブルガダ フェデリコ・デ・マドラーソ ヒスベルト エドゥアルド・ロサレス アベンダーニョ ライムンド・デ・マドラーソ リカルド・デ・マドラーソ ダリオ・デ・レゴヨス フアン・ルナ ミゲル・ブレイ アウレリオ・アルテタ ブランシャール デ・レオン |
| ホセ・デ・マドラーソ                     | 1781-1859   | スペイン   |                         | ルイス・メレンデス フランシスコ・デ・ゴヤ ゴンサレス・ベラスケス ホセ・デ・マドラーソ デ・ブルガダ フェデリコ・デ・マドラーソ ヒスベルト エドゥアルド・ロサレス アベンダーニョ ライムンド・デ・マドラーソ リカルド・デ・マドラーソ ダリオ・デ・レゴヨス フアン・ルナ ミゲル・ブレイ アウレリオ・アルテタ ブランシャール デ・レオン |
| ベルナルド・ロペス・ピケール             | 1799-1874   | スペイン   |                         | ルイス・メレンデス フランシスコ・デ・ゴヤ ゴンサレス・ベラスケス ホセ・デ・マドラーソ デ・ブルガダ フェデリコ・デ・マドラーソ ヒスベルト エドゥアルド・ロサレス アベンダーニョ ライムンド・デ・マドラーソ リカルド・デ・マドラーソ ダリオ・デ・レゴヨス フアン・ルナ ミゲル・ブレイ アウレリオ・アルテタ ブランシャール デ・レオン |
| アントニオ・デ・ブルガダ                 | 1804-1863   | スペイン   |                         | ルイス・メレンデス フランシスコ・デ・ゴヤ ゴンサレス・ベラスケス ホセ・デ・マドラーソ デ・ブルガダ フェデリコ・デ・マドラーソ ヒスベルト エドゥアルド・ロサレス アベンダーニョ ライムンド・デ・マドラーソ リカルド・デ・マドラーソ ダリオ・デ・レゴヨス フアン・ルナ ミゲル・ブレイ アウレリオ・アルテタ ブランシャール デ・レオン |
| アントニオ・マリア・エスキベル           | 1806-1857   | スペイン   |                         | ルイス・メレンデス フランシスコ・デ・ゴヤ ゴンサレス・ベラスケス ホセ・デ・マドラーソ デ・ブルガダ フェデリコ・デ・マドラーソ ヒスベルト エドゥアルド・ロサレス アベンダーニョ ライムンド・デ・マドラーソ リカルド・デ・マドラーソ ダリオ・デ・レゴヨス フアン・ルナ ミゲル・ブレイ アウレリオ・アルテタ ブランシャール デ・レオン |
| ヘナロ・ペレス・ビジャミル               | 1807-1854   | スペイン   | 1845年の校長            | ルイス・メレンデス フランシスコ・デ・ゴヤ ゴンサレス・ベラスケス ホセ・デ・マドラーソ デ・ブルガダ フェデリコ・デ・マドラーソ ヒスベルト エドゥアルド・ロサレス アベンダーニョ ライムンド・デ・マドラーソ リカルド・デ・マドラーソ ダリオ・デ・レゴヨス フアン・ルナ ミゲル・ブレイ アウレリオ・アルテタ ブランシャール デ・レオン |
| フェデリコ・デ・マドラーソ               | 1815-1894   | スペイン   |                         | ルイス・メレンデス フランシスコ・デ・ゴヤ ゴンサレス・ベラスケス ホセ・デ・マドラーソ デ・ブルガダ フェデリコ・デ・マドラーソ ヒスベルト エドゥアルド・ロサレス アベンダーニョ ライムンド・デ・マドラーソ リカルド・デ・マドラーソ ダリオ・デ・レゴヨス フアン・ルナ ミゲル・ブレイ アウレリオ・アルテタ ブランシャール デ・レオン |
| カルロス・ルイス・デ・リベーラ           | 1815-1891   | スペイン   |                         | ルイス・メレンデス フランシスコ・デ・ゴヤ ゴンサレス・ベラスケス ホセ・デ・マドラーソ デ・ブルガダ フェデリコ・デ・マドラーソ ヒスベルト エドゥアルド・ロサレス アベンダーニョ ライムンド・デ・マドラーソ リカルド・デ・マドラーソ ダリオ・デ・レゴヨス フアン・ルナ ミゲル・ブレイ アウレリオ・アルテタ ブランシャール デ・レオン |
| エウヘニオ・ルーカス・ベラスケス         | 1817-1870   | スペイン   |                         | ルイス・メレンデス フランシスコ・デ・ゴヤ ゴンサレス・ベラスケス ホセ・デ・マドラーソ デ・ブルガダ フェデリコ・デ・マドラーソ ヒスベルト エドゥアルド・ロサレス アベンダーニョ ライムンド・デ・マドラーソ リカルド・デ・マドラーソ ダリオ・デ・レゴヨス フアン・ルナ ミゲル・ブレイ アウレリオ・アルテタ ブランシャール デ・レオン |
| セシリオ・ピサーロ                       | 1818-1886   | スペイン   |                         | ルイス・メレンデス フランシスコ・デ・ゴヤ ゴンサレス・ベラスケス ホセ・デ・マドラーソ デ・ブルガダ フェデリコ・デ・マドラーソ ヒスベルト エドゥアルド・ロサレス アベンダーニョ ライムンド・デ・マドラーソ リカルド・デ・マドラーソ ダリオ・デ・レゴヨス フアン・ルナ ミゲル・ブレイ アウレリオ・アルテタ ブランシャール デ・レオン |
| エドゥアルド・カノ・デ・ラ・ペーニャ     | 1823-1897   | スペイン   |                         | ルイス・メレンデス フランシスコ・デ・ゴヤ ゴンサレス・ベラスケス ホセ・デ・マドラーソ デ・ブルガダ フェデリコ・デ・マドラーソ ヒスベルト エドゥアルド・ロサレス アベンダーニョ ライムンド・デ・マドラーソ リカルド・デ・マドラーソ ダリオ・デ・レゴヨス フアン・ルナ ミゲル・ブレイ アウレリオ・アルテタ ブランシャール デ・レオン |
| ヘルマン・エルナンデス・アモレス         | 1823-1894   | スペイン   |                         | ルイス・メレンデス フランシスコ・デ・ゴヤ ゴンサレス・ベラスケス ホセ・デ・マドラーソ デ・ブルガダ フェデリコ・デ・マドラーソ ヒスベルト エドゥアルド・ロサレス アベンダーニョ ライムンド・デ・マドラーソ リカルド・デ・マドラーソ ダリオ・デ・レゴヨス フアン・ルナ ミゲル・ブレイ アウレリオ・アルテタ ブランシャール デ・レオン |
| ルイス・デ・マドラーソ                   | 1825-1897   | スペイン   |                         | ルイス・メレンデス フランシスコ・デ・ゴヤ ゴンサレス・ベラスケス ホセ・デ・マドラーソ デ・ブルガダ フェデリコ・デ・マドラーソ ヒスベルト エドゥアルド・ロサレス アベンダーニョ ライムンド・デ・マドラーソ リカルド・デ・マドラーソ ダリオ・デ・レゴヨス フアン・ルナ ミゲル・ブレイ アウレリオ・アルテタ ブランシャール デ・レオン |
| カルロス・デ・アエス                     | 1826-1898   | スペイン   | 1857-会員(教授)         | ルイス・メレンデス フランシスコ・デ・ゴヤ ゴンサレス・ベラスケス ホセ・デ・マドラーソ デ・ブルガダ フェデリコ・デ・マドラーソ ヒスベルト エドゥアルド・ロサレス アベンダーニョ ライムンド・デ・マドラーソ リカルド・デ・マドラーソ ダリオ・デ・レゴヨス フアン・ルナ ミゲル・ブレイ アウレリオ・アルテタ ブランシャール デ・レオン |
| マルティン・トバル・イ・トバル           | 1827-1902   | ベネズエラ |                         | ルイス・メレンデス フランシスコ・デ・ゴヤ ゴンサレス・ベラスケス ホセ・デ・マドラーソ デ・ブルガダ フェデリコ・デ・マドラーソ ヒスベルト エドゥアルド・ロサレス アベンダーニョ ライムンド・デ・マドラーソ リカルド・デ・マドラーソ ダリオ・デ・レゴヨス フアン・ルナ ミゲル・ブレイ アウレリオ・アルテタ ブランシャール デ・レオン |
| フランシスコ・サンス・カボット           | 1828-1881   | スペイン   | 1875-教授(会員)         | ルイス・メレンデス フランシスコ・デ・ゴヤ ゴンサレス・ベラスケス ホセ・デ・マドラーソ デ・ブルガダ フェデリコ・デ・マドラーソ ヒスベルト エドゥアルド・ロサレス アベンダーニョ ライムンド・デ・マドラーソ リカルド・デ・マドラーソ ダリオ・デ・レゴヨス フアン・ルナ ミゲル・ブレイ アウレリオ・アルテタ ブランシャール デ・レオン |
| カルロス・マリア・エスキベル             | 1830-1867   | スペイン   |                         | ルイス・メレンデス フランシスコ・デ・ゴヤ ゴンサレス・ベラスケス ホセ・デ・マドラーソ デ・ブルガダ フェデリコ・デ・マドラーソ ヒスベルト エドゥアルド・ロサレス アベンダーニョ ライムンド・デ・マドラーソ リカルド・デ・マドラーソ ダリオ・デ・レゴヨス フアン・ルナ ミゲル・ブレイ アウレリオ・アルテタ ブランシャール デ・レオン |
| ディオスコロ・プエブラ                   | 1831-1901   | スペイン   |                         | ルイス・メレンデス フランシスコ・デ・ゴヤ ゴンサレス・ベラスケス ホセ・デ・マドラーソ デ・ブルガダ フェデリコ・デ・マドラーソ ヒスベルト エドゥアルド・ロサレス アベンダーニョ ライムンド・デ・マドラーソ リカルド・デ・マドラーソ ダリオ・デ・レゴヨス フアン・ルナ ミゲル・ブレイ アウレリオ・アルテタ ブランシャール デ・レオン |
| マルティン・リコ                         | 1833-1908   | スペイン   | 学生(c.1850-)           | ルイス・メレンデス フランシスコ・デ・ゴヤ ゴンサレス・ベラスケス ホセ・デ・マドラーソ デ・ブルガダ フェデリコ・デ・マドラーソ ヒスベルト エドゥアルド・ロサレス アベンダーニョ ライムンド・デ・マドラーソ リカルド・デ・マドラーソ ダリオ・デ・レゴヨス フアン・ルナ ミゲル・ブレイ アウレリオ・アルテタ ブランシャール デ・レオン |
| アントーニオ・ヒスベルト                 | 1834-1901   | スペイン   |                         | ルイス・メレンデス フランシスコ・デ・ゴヤ ゴンサレス・ベラスケス ホセ・デ・マドラーソ デ・ブルガダ フェデリコ・デ・マドラーソ ヒスベルト エドゥアルド・ロサレス アベンダーニョ ライムンド・デ・マドラーソ リカルド・デ・マドラーソ ダリオ・デ・レゴヨス フアン・ルナ ミゲル・ブレイ アウレリオ・アルテタ ブランシャール デ・レオン |
| アレホ・ベラ                             | 1834-1923   | スペイン   |                         | ルイス・メレンデス フランシスコ・デ・ゴヤ ゴンサレス・ベラスケス ホセ・デ・マドラーソ デ・ブルガダ フェデリコ・デ・マドラーソ ヒスベルト エドゥアルド・ロサレス アベンダーニョ ライムンド・デ・マドラーソ リカルド・デ・マドラーソ ダリオ・デ・レゴヨス フアン・ルナ ミゲル・ブレイ アウレリオ・アルテタ ブランシャール デ・レオン |
| ミゲル・ナバロ・カニサレス               | 1834-1913   | スペイン   |                         | ルイス・メレンデス フランシスコ・デ・ゴヤ ゴンサレス・ベラスケス ホセ・デ・マドラーソ デ・ブルガダ フェデリコ・デ・マドラーソ ヒスベルト エドゥアルド・ロサレス アベンダーニョ ライムンド・デ・マドラーソ リカルド・デ・マドラーソ ダリオ・デ・レゴヨス フアン・ルナ ミゲル・ブレイ アウレリオ・アルテタ ブランシャール デ・レオン |
| エドゥアルド・ロサレス                   | 1836-1873   | スペイン   |                         | ルイス・メレンデス フランシスコ・デ・ゴヤ ゴンサレス・ベラスケス ホセ・デ・マドラーソ デ・ブルガダ フェデリコ・デ・マドラーソ ヒスベルト エドゥアルド・ロサレス アベンダーニョ ライムンド・デ・マドラーソ リカルド・デ・マドラーソ ダリオ・デ・レゴヨス フアン・ルナ ミゲル・ブレイ アウレリオ・アルテタ ブランシャール デ・レオン |
| ルイス・アルバレス・カタラ               | 1836-1901   | スペイン   |                         | ルイス・メレンデス フランシスコ・デ・ゴヤ ゴンサレス・ベラスケス ホセ・デ・マドラーソ デ・ブルガダ フェデリコ・デ・マドラーソ ヒスベルト エドゥアルド・ロサレス アベンダーニョ ライムンド・デ・マドラーソ リカルド・デ・マドラーソ ダリオ・デ・レゴヨス フアン・ルナ ミゲル・ブレイ アウレリオ・アルテタ ブランシャール デ・レオン |
| フェデリコ・ルイス                       | 1837-1868   | スペイン   |                         | ルイス・メレンデス フランシスコ・デ・ゴヤ ゴンサレス・ベラスケス ホセ・デ・マドラーソ デ・ブルガダ フェデリコ・デ・マドラーソ ヒスベルト エドゥアルド・ロサレス アベンダーニョ ライムンド・デ・マドラーソ リカルド・デ・マドラーソ ダリオ・デ・レゴヨス フアン・ルナ ミゲル・ブレイ アウレリオ・アルテタ ブランシャール デ・レオン |
| フェデリコ・デル・カンポ                 | 1837-1923   | ペルー     |                         | ルイス・メレンデス フランシスコ・デ・ゴヤ ゴンサレス・ベラスケス ホセ・デ・マドラーソ デ・ブルガダ フェデリコ・デ・マドラーソ ヒスベルト エドゥアルド・ロサレス アベンダーニョ ライムンド・デ・マドラーソ リカルド・デ・マドラーソ ダリオ・デ・レゴヨス フアン・ルナ ミゲル・ブレイ アウレリオ・アルテタ ブランシャール デ・レオン |
| アントニ・カバ                           | 1838-1907   | スペイン   |                         | ルイス・メレンデス フランシスコ・デ・ゴヤ ゴンサレス・ベラスケス ホセ・デ・マドラーソ デ・ブルガダ フェデリコ・デ・マドラーソ ヒスベルト エドゥアルド・ロサレス アベンダーニョ ライムンド・デ・マドラーソ リカルド・デ・マドラーソ ダリオ・デ・レゴヨス フアン・ルナ ミゲル・ブレイ アウレリオ・アルテタ ブランシャール デ・レオン |
| セラフィン・アベンダーニョ               | 1838-1916   | スペイン   |                         | ルイス・メレンデス フランシスコ・デ・ゴヤ ゴンサレス・ベラスケス ホセ・デ・マドラーソ デ・ブルガダ フェデリコ・デ・マドラーソ ヒスベルト エドゥアルド・ロサレス アベンダーニョ ライムンド・デ・マドラーソ リカルド・デ・マドラーソ ダリオ・デ・レゴヨス フアン・ルナ ミゲル・ブレイ アウレリオ・アルテタ ブランシャール デ・レオン |
| マティアス・モレノ                       | 1840-1906   | スペイン   |                         | ルイス・メレンデス フランシスコ・デ・ゴヤ ゴンサレス・ベラスケス ホセ・デ・マドラーソ デ・ブルガダ フェデリコ・デ・マドラーソ ヒスベルト エドゥアルド・ロサレス アベンダーニョ ライムンド・デ・マドラーソ リカルド・デ・マドラーソ ダリオ・デ・レゴヨス フアン・ルナ ミゲル・ブレイ アウレリオ・アルテタ ブランシャール デ・レオン |
| トマース・パドロ                         | 1840-1877   | スペイン   |                         | ルイス・メレンデス フランシスコ・デ・ゴヤ ゴンサレス・ベラスケス ホセ・デ・マドラーソ デ・ブルガダ フェデリコ・デ・マドラーソ ヒスベルト エドゥアルド・ロサレス アベンダーニョ ライムンド・デ・マドラーソ リカルド・デ・マドラーソ ダリオ・デ・レゴヨス フアン・ルナ ミゲル・ブレイ アウレリオ・アルテタ ブランシャール デ・レオン |
| ライムンド・デ・マドラーソ               | 1841-1920   | スペイン   |                         | ルイス・メレンデス フランシスコ・デ・ゴヤ ゴンサレス・ベラスケス ホセ・デ・マドラーソ デ・ブルガダ フェデリコ・デ・マドラーソ ヒスベルト エドゥアルド・ロサレス アベンダーニョ ライムンド・デ・マドラーソ リカルド・デ・マドラーソ ダリオ・デ・レゴヨス フアン・ルナ ミゲル・ブレイ アウレリオ・アルテタ ブランシャール デ・レオン |
| アレハンドロ・フェラント                 | 1843-1917   | スペイン   |                         | ルイス・メレンデス フランシスコ・デ・ゴヤ ゴンサレス・ベラスケス ホセ・デ・マドラーソ デ・ブルガダ フェデリコ・デ・マドラーソ ヒスベルト エドゥアルド・ロサレス アベンダーニョ ライムンド・デ・マドラーソ リカルド・デ・マドラーソ ダリオ・デ・レゴヨス フアン・ルナ ミゲル・ブレイ アウレリオ・アルテタ ブランシャール デ・レオン |
| アウレリアーノ・デ・ベルエーテ           | 1845-1912   | スペイン   |                         | ルイス・メレンデス フランシスコ・デ・ゴヤ ゴンサレス・ベラスケス ホセ・デ・マドラーソ デ・ブルガダ フェデリコ・デ・マドラーソ ヒスベルト エドゥアルド・ロサレス アベンダーニョ ライムンド・デ・マドラーソ リカルド・デ・マドラーソ ダリオ・デ・レゴヨス フアン・ルナ ミゲル・ブレイ アウレリオ・アルテタ ブランシャール デ・レオン |
| フランシスコ・プラディーリャ・オルティス | 1848-1921   | スペイン   |                         | ルイス・メレンデス フランシスコ・デ・ゴヤ ゴンサレス・ベラスケス ホセ・デ・マドラーソ デ・ブルガダ フェデリコ・デ・マドラーソ ヒスベルト エドゥアルド・ロサレス アベンダーニョ ライムンド・デ・マドラーソ リカルド・デ・マドラーソ ダリオ・デ・レゴヨス フアン・ルナ ミゲル・ブレイ アウレリオ・アルテタ ブランシャール デ・レオン |
| ビセンテ・クタンダ                       | 1850-1925   | スペイン   |                         | ルイス・メレンデス フランシスコ・デ・ゴヤ ゴンサレス・ベラスケス ホセ・デ・マドラーソ デ・ブルガダ フェデリコ・デ・マドラーソ ヒスベルト エドゥアルド・ロサレス アベンダーニョ ライムンド・デ・マドラーソ リカルド・デ・マドラーソ ダリオ・デ・レゴヨス フアン・ルナ ミゲル・ブレイ アウレリオ・アルテタ ブランシャール デ・レオン |
| ダニエル・ヴィエルジュ                   | 1851-1904   | スペイン   | 学生(1864-)             | ルイス・メレンデス フランシスコ・デ・ゴヤ ゴンサレス・ベラスケス ホセ・デ・マドラーソ デ・ブルガダ フェデリコ・デ・マドラーソ ヒスベルト エドゥアルド・ロサレス アベンダーニョ ライムンド・デ・マドラーソ リカルド・デ・マドラーソ ダリオ・デ・レゴヨス フアン・ルナ ミゲル・ブレイ アウレリオ・アルテタ ブランシャール デ・レオン |
| モデスト・ブロコス                       | 1852-1936   | スペイン   | 学生                    | ルイス・メレンデス フランシスコ・デ・ゴヤ ゴンサレス・ベラスケス ホセ・デ・マドラーソ デ・ブルガダ フェデリコ・デ・マドラーソ ヒスベルト エドゥアルド・ロサレス アベンダーニョ ライムンド・デ・マドラーソ リカルド・デ・マドラーソ ダリオ・デ・レゴヨス フアン・ルナ ミゲル・ブレイ アウレリオ・アルテタ ブランシャール デ・レオン |
| リカルド・デ・マドラーソ                 | 1853-1917   | スペイン   |                         | ルイス・メレンデス フランシスコ・デ・ゴヤ ゴンサレス・ベラスケス ホセ・デ・マドラーソ デ・ブルガダ フェデリコ・デ・マドラーソ ヒスベルト エドゥアルド・ロサレス アベンダーニョ ライムンド・デ・マドラーソ リカルド・デ・マドラーソ ダリオ・デ・レゴヨス フアン・ルナ ミゲル・ブレイ アウレリオ・アルテタ ブランシャール デ・レオン |
| ハイメ・モレラ                           | 1854-1927   | スペイン   |                         | ルイス・メレンデス フランシスコ・デ・ゴヤ ゴンサレス・ベラスケス ホセ・デ・マドラーソ デ・ブルガダ フェデリコ・デ・マドラーソ ヒスベルト エドゥアルド・ロサレス アベンダーニョ ライムンド・デ・マドラーソ リカルド・デ・マドラーソ ダリオ・デ・レゴヨス フアン・ルナ ミゲル・ブレイ アウレリオ・アルテタ ブランシャール デ・レオン |
| エミリオ・サンチェス・ペリエ             | 1855-1907   | スペイン   | 学生(1877-)             | ルイス・メレンデス フランシスコ・デ・ゴヤ ゴンサレス・ベラスケス ホセ・デ・マドラーソ デ・ブルガダ フェデリコ・デ・マドラーソ ヒスベルト エドゥアルド・ロサレス アベンダーニョ ライムンド・デ・マドラーソ リカルド・デ・マドラーソ ダリオ・デ・レゴヨス フアン・ルナ ミゲル・ブレイ アウレリオ・アルテタ ブランシャール デ・レオン |
| ダリオ・デ・レゴヨス                     | 1857-1913   | スペイン   |                         | ルイス・メレンデス フランシスコ・デ・ゴヤ ゴンサレス・ベラスケス ホセ・デ・マドラーソ デ・ブルガダ フェデリコ・デ・マドラーソ ヒスベルト エドゥアルド・ロサレス アベンダーニョ ライムンド・デ・マドラーソ リカルド・デ・マドラーソ ダリオ・デ・レゴヨス フアン・ルナ ミゲル・ブレイ アウレリオ・アルテタ ブランシャール デ・レオン |
| ホセ・ガジェゴス・イ・アルノサ           | 1857-1917   | スペイン   | 学生(1873-)             | ルイス・メレンデス フランシスコ・デ・ゴヤ ゴンサレス・ベラスケス ホセ・デ・マドラーソ デ・ブルガダ フェデリコ・デ・マドラーソ ヒスベルト エドゥアルド・ロサレス アベンダーニョ ライムンド・デ・マドラーソ リカルド・デ・マドラーソ ダリオ・デ・レゴヨス フアン・ルナ ミゲル・ブレイ アウレリオ・アルテタ ブランシャール デ・レオン |
| フアン・ルナ                             | 1857-1899   | フィリピン | 学生(1877-)             | ルイス・メレンデス フランシスコ・デ・ゴヤ ゴンサレス・ベラスケス ホセ・デ・マドラーソ デ・ブルガダ フェデリコ・デ・マドラーソ ヒスベルト エドゥアルド・ロサレス アベンダーニョ ライムンド・デ・マドラーソ リカルド・デ・マドラーソ ダリオ・デ・レゴヨス フアン・ルナ ミゲル・ブレイ アウレリオ・アルテタ ブランシャール デ・レオン |
| パブロ・ウランガ                         | 1861-1934   | スペイン   | 学生(1880-)             | ルイス・メレンデス フランシスコ・デ・ゴヤ ゴンサレス・ベラスケス ホセ・デ・マドラーソ デ・ブルガダ フェデリコ・デ・マドラーソ ヒスベルト エドゥアルド・ロサレス アベンダーニョ ライムンド・デ・マドラーソ リカルド・デ・マドラーソ ダリオ・デ・レゴヨス フアン・ルナ ミゲル・ブレイ アウレリオ・アルテタ ブランシャール デ・レオン |
| エレナ・ブロックマン                     | 1865-1946   | スペイン   | 学生                    | ルイス・メレンデス フランシスコ・デ・ゴヤ ゴンサレス・ベラスケス ホセ・デ・マドラーソ デ・ブルガダ フェデリコ・デ・マドラーソ ヒスベルト エドゥアルド・ロサレス アベンダーニョ ライムンド・デ・マドラーソ リカルド・デ・マドラーソ ダリオ・デ・レゴヨス フアン・ルナ ミゲル・ブレイ アウレリオ・アルテタ ブランシャール デ・レオン |
| ミゲル・ブレイ                           | 1866-1936   | スペイン   |                         | ルイス・メレンデス フランシスコ・デ・ゴヤ ゴンサレス・ベラスケス ホセ・デ・マドラーソ デ・ブルガダ フェデリコ・デ・マドラーソ ヒスベルト エドゥアルド・ロサレス アベンダーニョ ライムンド・デ・マドラーソ リカルド・デ・マドラーソ ダリオ・デ・レゴヨス フアン・ルナ ミゲル・ブレイ アウレリオ・アルテタ ブランシャール デ・レオン |
| ヴィセンテ・ロペス・ポルターニャ         | 1872-1950   | スペイン   |                         | ルイス・メレンデス フランシスコ・デ・ゴヤ ゴンサレス・ベラスケス ホセ・デ・マドラーソ デ・ブルガダ フェデリコ・デ・マドラーソ ヒスベルト エドゥアルド・ロサレス アベンダーニョ ライムンド・デ・マドラーソ リカルド・デ・マドラーソ ダリオ・デ・レゴヨス フアン・ルナ ミゲル・ブレイ アウレリオ・アルテタ ブランシャール デ・レオン |
| フリオ・ロメロ・デ・トーレス             | 1874-1930   | スペイン   | 教授                    | ルイス・メレンデス フランシスコ・デ・ゴヤ ゴンサレス・ベラスケス ホセ・デ・マドラーソ デ・ブルガダ フェデリコ・デ・マドラーソ ヒスベルト エドゥアルド・ロサレス アベンダーニョ ライムンド・デ・マドラーソ リカルド・デ・マドラーソ ダリオ・デ・レゴヨス フアン・ルナ ミゲル・ブレイ アウレリオ・アルテタ ブランシャール デ・レオン |
| アウレリオ・アルテタ                     | 1879-1940   | スペイン   |                         | ルイス・メレンデス フランシスコ・デ・ゴヤ ゴンサレス・ベラスケス ホセ・デ・マドラーソ デ・ブルガダ フェデリコ・デ・マドラーソ ヒスベルト エドゥアルド・ロサレス アベンダーニョ ライムンド・デ・マドラーソ リカルド・デ・マドラーソ ダリオ・デ・レゴヨス フアン・ルナ ミゲル・ブレイ アウレリオ・アルテタ ブランシャール デ・レオン |
| パブロ・ピカソ                           | 1881-1973   | スペイン   | 学生(1897-中退)         | ルイス・メレンデス フランシスコ・デ・ゴヤ ゴンサレス・ベラスケス ホセ・デ・マドラーソ デ・ブルガダ フェデリコ・デ・マドラーソ ヒスベルト エドゥアルド・ロサレス アベンダーニョ ライムンド・デ・マドラーソ リカルド・デ・マドラーソ ダリオ・デ・レゴヨス フアン・ルナ ミゲル・ブレイ アウレリオ・アルテタ ブランシャール デ・レオン |
| マリア・ブランシャール                   | 1881-1932   | スペイン   | 学生                    | ルイス・メレンデス フランシスコ・デ・ゴヤ ゴンサレス・ベラスケス ホセ・デ・マドラーソ デ・ブルガダ フェデリコ・デ・マドラーソ ヒスベルト エドゥアルド・ロサレス アベンダーニョ ライムンド・デ・マドラーソ リカルド・デ・マドラーソ ダリオ・デ・レゴヨス フアン・ルナ ミゲル・ブレイ アウレリオ・アルテタ ブランシャール デ・レオン |
| ホセ・グティエレス・ソラーナ             | 1886-1945   | スペイン   | 学生(1900-)             | ルイス・メレンデス フランシスコ・デ・ゴヤ ゴンサレス・ベラスケス ホセ・デ・マドラーソ デ・ブルガダ フェデリコ・デ・マドラーソ ヒスベルト エドゥアルド・ロサレス アベンダーニョ ライムンド・デ・マドラーソ リカルド・デ・マドラーソ ダリオ・デ・レゴヨス フアン・ルナ ミゲル・ブレイ アウレリオ・アルテタ ブランシャール デ・レオン |
| ロサ・チャセル                           | 1898-1994   | スペイン   |                         | ルイス・メレンデス フランシスコ・デ・ゴヤ ゴンサレス・ベラスケス ホセ・デ・マドラーソ デ・ブルガダ フェデリコ・デ・マドラーソ ヒスベルト エドゥアルド・ロサレス アベンダーニョ ライムンド・デ・マドラーソ リカルド・デ・マドラーソ ダリオ・デ・レゴヨス フアン・ルナ ミゲル・ブレイ アウレリオ・アルテタ ブランシャール デ・レオン |
| ヴィフレド・ラム                         | 1902-1982   | キューバ   | 学生(1924-)             | ルイス・メレンデス フランシスコ・デ・ゴヤ ゴンサレス・ベラスケス ホセ・デ・マドラーソ デ・ブルガダ フェデリコ・デ・マドラーソ ヒスベルト エドゥアルド・ロサレス アベンダーニョ ライムンド・デ・マドラーソ リカルド・デ・マドラーソ ダリオ・デ・レゴヨス フアン・ルナ ミゲル・ブレイ アウレリオ・アルテタ ブランシャール デ・レオン |
| サルバドール・ダリ                       | 1904-1989   | スペイン   | 学生(1922-)             | ルイス・メレンデス フランシスコ・デ・ゴヤ ゴンサレス・ベラスケス ホセ・デ・マドラーソ デ・ブルガダ フェデリコ・デ・マドラーソ ヒスベルト エドゥアルド・ロサレス アベンダーニョ ライムンド・デ・マドラーソ リカルド・デ・マドラーソ ダリオ・デ・レゴヨス フアン・ルナ ミゲル・ブレイ アウレリオ・アルテタ ブランシャール デ・レオン |
| アルフォンソ・ポンセ・デ・レオン         | 1906-1936   | スペイン   | 学生(1923-)             | ルイス・メレンデス フランシスコ・デ・ゴヤ ゴンサレス・ベラスケス ホセ・デ・マドラーソ デ・ブルガダ フェデリコ・デ・マドラーソ ヒスベルト エドゥアルド・ロサレス アベンダーニョ ライムンド・デ・マドラーソ リカルド・デ・マドラーソ ダリオ・デ・レゴヨス フアン・ルナ ミゲル・ブレイ アウレリオ・アルテタ ブランシャール デ・レオン |
| レメディオス・バロ                       | 1908-1963   | スペイン   |                         | ルイス・メレンデス フランシスコ・デ・ゴヤ ゴンサレス・ベラスケス ホセ・デ・マドラーソ デ・ブルガダ フェデリコ・デ・マドラーソ ヒスベルト エドゥアルド・ロサレス アベンダーニョ ライムンド・デ・マドラーソ リカルド・デ・マドラーソ ダリオ・デ・レゴヨス フアン・ルナ ミゲル・ブレイ アウレリオ・アルテタ ブランシャール デ・レオン |
| ルイス・ガルシア・ベルランガ             | 1921-2010   | スペイン   |                         | ルイス・メレンデス フランシスコ・デ・ゴヤ ゴンサレス・ベラスケス ホセ・デ・マドラーソ デ・ブルガダ フェデリコ・デ・マドラーソ ヒスベルト エドゥアルド・ロサレス アベンダーニョ ライムンド・デ・マドラーソ リカルド・デ・マドラーソ ダリオ・デ・レゴヨス フアン・ルナ ミゲル・ブレイ アウレリオ・アルテタ ブランシャール デ・レオン |
| アルフォンソ・ビラル                     | 1927-2011   | スペイン   |                         | ルイス・メレンデス フランシスコ・デ・ゴヤ ゴンサレス・ベラスケス ホセ・デ・マドラーソ デ・ブルガダ フェデリコ・デ・マドラーソ ヒスベルト エドゥアルド・ロサレス アベンダーニョ ライムンド・デ・マドラーソ リカルド・デ・マドラーソ ダリオ・デ・レゴヨス フアン・ルナ ミゲル・ブレイ アウレリオ・アルテタ ブランシャール デ・レオン |
| ルシオ・ムニョス                         | 1929-1998   | スペイン   | 学生(1949-)             | ルイス・メレンデス フランシスコ・デ・ゴヤ ゴンサレス・ベラスケス ホセ・デ・マドラーソ デ・ブルガダ フェデリコ・デ・マドラーソ ヒスベルト エドゥアルド・ロサレス アベンダーニョ ライムンド・デ・マドラーソ リカルド・デ・マドラーソ ダリオ・デ・レゴヨス フアン・ルナ ミゲル・ブレイ アウレリオ・アルテタ ブランシャール デ・レオン |
| 藤田吉香                                 | 1929-1999   | 日本       | 学生(1962-)             | ルイス・メレンデス フランシスコ・デ・ゴヤ ゴンサレス・ベラスケス ホセ・デ・マドラーソ デ・ブルガダ フェデリコ・デ・マドラーソ ヒスベルト エドゥアルド・ロサレス アベンダーニョ ライムンド・デ・マドラーソ リカルド・デ・マドラーソ ダリオ・デ・レゴヨス フアン・ルナ ミゲル・ブレイ アウレリオ・アルテタ ブランシャール デ・レオン |
| オスカー・デ・ラ・レンタ                 | 1932-2014   | ドミニカ   | ファッション デザイナー | ルイス・メレンデス フランシスコ・デ・ゴヤ ゴンサレス・ベラスケス ホセ・デ・マドラーソ デ・ブルガダ フェデリコ・デ・マドラーソ ヒスベルト エドゥアルド・ロサレス アベンダーニョ ライムンド・デ・マドラーソ リカルド・デ・マドラーソ ダリオ・デ・レゴヨス フアン・ルナ ミゲル・ブレイ アウレリオ・アルテタ ブランシャール デ・レオン |
| アントニオ・ロペス・ガルシア             | 1936-       | スペイン   | 学生(1950-)             | ルイス・メレンデス フランシスコ・デ・ゴヤ ゴンサレス・ベラスケス ホセ・デ・マドラーソ デ・ブルガダ フェデリコ・デ・マドラーソ ヒスベルト エドゥアルド・ロサレス アベンダーニョ ライムンド・デ・マドラーソ リカルド・デ・マドラーソ ダリオ・デ・レゴヨス フアン・ルナ ミゲル・ブレイ アウレリオ・アルテタ ブランシャール デ・レオン |
| ヴィセンテ・ロメロ・レドンド             | 1956-       | スペイン   |                         | ルイス・メレンデス フランシスコ・デ・ゴヤ ゴンサレス・ベラスケス ホセ・デ・マドラーソ デ・ブルガダ フェデリコ・デ・マドラーソ ヒスベルト エドゥアルド・ロサレス アベンダーニョ ライムンド・デ・マドラーソ リカルド・デ・マドラーソ ダリオ・デ・レゴヨス フアン・ルナ ミゲル・ブレイ アウレリオ・アルテタ ブランシャール デ・レオン |